# Championnat de Nouvelle-Zélande de football 1978
Navigation
Saison précédente Saison suivante
La saison 1978 du Championnat de Nouvelle-Zélande de football est la 9e édition du championnat de première division en Nouvelle-Zélande. La NSL (National Soccer League) regroupe douze clubs du pays au sein d'une poule unique, où ils s'affrontent deux fois au cours de la saison, à domicile et à l'extérieur. À la fin de la compétition, les trois derniers du classement sont relégués et remplacés par le champion de chacune des trois ligues régionales.
C'est le club de Christchurch United AFC qui remporte la compétition après avoir terminé en tête du classement final, à égalité de points mais une meilleure différence de buts que Mount Wellington AFC. Blockhouse Bay termine sur le podium à quatre points du duo de tête. C'est le 3e titre de champion de Nouvelle-Zélande de l'histoire du club.

## Les clubs participants
| - Blockhouse Bay - Christchurch United AFC - Eastern Suburbs AFC - Stop Out - North Shore United AFC - Woolston WMC - Promu de D2 | - Waterside Karori AFC - Promu de D2 - Courier Rangers - Promu de D2 - Mount Wellington AFC - Wellington Diamond United - Hamilton United AFC - Nelson United AFC |

## Compétition

### Classement
À partir de cette saison, c'est la différence de buts et non plus la moyenne de buts qui est utilisée pour départager deux équipes qui terminent avec le même nombre de points. Le barème utilisé pour établir le classement est le suivant :
- Victoire : 2 points
- Match nul : 1 point
- Défaite : 0 point

| Rang | Équipe                     | Pts | J  | G  | N | P  | Bp | Bc | Diff |
| ---- | -------------------------- | --- | -- | -- | - | -- | -- | -- | ---- |
| 1    | Christchurch United AFC    | 32  | 22 | 13 | 6 | 3  | 45 | 16 | +29  |
| 2    | Mount Wellington AFC       | 32  | 22 | 14 | 4 | 4  | 40 | 26 | +14  |
| 3    | Blockhouse Bay             | 28  | 22 | 10 | 8 | 4  | 38 | 28 | +10  |
| 4    | Eastern Suburbs AFC        | 27  | 22 | 12 | 3 | 7  | 46 | 24 | +22  |
| 5    | Courier Rangers (P)        | 23  | 22 | 9  | 5 | 8  | 25 | 19 | +6   |
| 6    | North Shore United AFC (T) | 22  | 22 | 7  | 8 | 7  | 39 | 36 | +3   |
| 7    | Nelson United              | 22  | 22 | 7  | 8 | 7  | 23 | 34 | -11  |
| 8    | Stop Out                   | 19  | 22 | 6  | 7 | 9  | 26 | 31 | -5   |
| 9    | Wellington Diamond United  | 17  | 22 | 6  | 5 | 11 | 27 | 45 | -18  |
| 10   | Hamilton United AFC        | 16  | 22 | 7  | 2 | 13 | 33 | 43 | -10  |
| 11   | Waterside Karori AFC (P)   | 14  | 22 | 6  | 2 | 14 | 24 | 44 | -20  |
| 12   | Woolston WMC (P)           | 12  | 22 | 4  | 4 | 14 | 18 | 38 | -20  |

|  | Champion de Nouvelle-Zélande 1978                                                       |
|  | Relégation directe en deuxième division                                                 |
|  | (T) : Tenant du titre (C) : Vainqueur de la Coupe de Nouvelle-Zélande (P) : Promu de D2 |

## Bilan de la saison
| Championnat de Nouvelle-Zélande de football 1978                             |                                    |
| Champion                                                                     | Christchurch United AFC (3e titre) |
| Coupes et trophées                                                           |                                    |
| Vainqueur de la Coupe de Nouvelle-Zélande 1978                               | Manurewa AFC (Northern Region)     |
| Promotions et relégations                                                    |                                    |
| Promus en Championnat de Nouvelle-Zélande de football                        | Manurewa AFC                       |
| Promus en Championnat de Nouvelle-Zélande de football                        | Dunedin City                       |
| Promus en Championnat de Nouvelle-Zélande de football                        | Manawatu United                    |
| Relégués en Championnat de Nouvelle-Zélande de football de deuxième division | Hamilton United AFC                |
| Relégués en Championnat de Nouvelle-Zélande de football de deuxième division | Waterside Karori AFC               |
| Relégués en Championnat de Nouvelle-Zélande de football de deuxième division | Woolston WMC                       |